# Plitvički Ljeskovac
Plitvički Ljeskovac falu Horvátországban Lika-Zengg megyében. Közigazgatásilag Plitvička Jezerához tartozik.

## Fekvése
Otocsántól légvonalban 29 km-re, közúton 33 km-re keletre, községközpontjától, Korenicától légvonalban 14 km-re közúton 27 km-re északnyugatra, a Plitvicei-tavak Nemzeti Park területén, a tórendszer legdélibb tavának a Prošćansko-tónak a déli végénél fekszik. Itt egyesül a tavakat tápláló Crna- és Bijela-patak, hogy a Matica-patakban egyesülve ömöljön a tórendszer legmagasabban fekvő tavába a Prošćansko-tóba.

## Története
A település története a 18. század végén kezdődött, amikor az 1791-es szisztovói béke után a törökök kiürítették a környező területeket és a határ megerősítésre került. Ekkor a katonai közigazgatás alatt álló területekről szerb és horvát határőrcsaládok telepedtek itt le. A szerbek a gornje vrhovinei parókiához, a horvátok a korenicai plébániához tartoztak. A szerbek 1885-ben felépítették Szent Lázár király vértanú tiszteletére szentelt templomukat. A falunak 1890-ben 309, 1910-ben 352 lakosa volt. A trianoni békeszerződés előtt Lika-Korbava vármegye Korenicai járásához tartozott. Ezt követően előbb a Szerb-Horvát-Szlovén Királyság, majd Jugoszlávia része lett. 1991-ben lakosságának 92 százaléka szerb nemzetiségű volt. 1991-ben a független Horvátország része lett, de szerb lakossága még az évben Krajinai Szerb Köztársasághoz csatlakozott. A horvát hadsereg 1995. augusztus 6-án a Vihar hadművelet keretében foglalta vissza a község területét. A falunak 2011-ben 25 lakosa volt, akik ma főként a turizmusból élnek.

## Lakosság
| Lakosság változása | Lakosság változása | Lakosság változása | Lakosság változása | Lakosság változása | Lakosság változása | Lakosság változása | Lakosság változása | Lakosság változása | Lakosság változása | Lakosság változása | Lakosság változása | Lakosság változása | Lakosság változása | Lakosság változása | Lakosság változása |
| ------------------ | ------------------ | ------------------ | ------------------ | ------------------ | ------------------ | ------------------ | ------------------ | ------------------ | ------------------ | ------------------ | ------------------ | ------------------ | ------------------ | ------------------ | ------------------ |
| 1857               | 1869               | 1880               | 1890               | 1900               | 1910               | 1921               | 1931               | 1948               | 1953               | 1961               | 1971               | 1981               | 1991               | 2001               | 2011               |
| 0                  | 0                  | 0                  | 309                | 258                | 352                | 329                | 345                | 229                | 257                | 268                | 210                | 102                | 74                 | 15                 | 25                 |

(1890-ig Ljeskovac néven, 1857 és 1890 között lakosságát Gornji Babin Potok (Vrhovine község), Korenica és Prijeboj településekhez számították)

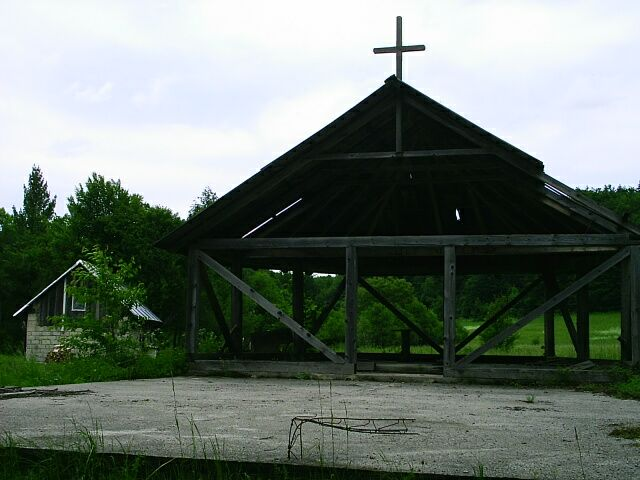
A fatemplom

## Nevezetességei
Szent Lázár cár vértanú tiszteletére szentelt szerb pravoszláv temploma 1885-ben épült, a II. világháború során lerombolták. A háború után alapjain fatemplomot építettek, amely a gornje vrhovinei parókiához tartozik.
A településen kívül, a Bijela-patakon egy jellegzetes, erre a vidékre jellemző épületegyüttes található. A komplexum egy kerekes malomból, egy gazdasági épületből és egy lakóházból áll. A lakóház téglalap alaprajzú, hátul egy kiugrással. A kő alapzatra téglalap alaprajzú faház épült cseréppel borított nyeregtetővel. A melléképület egy négyszögletes alaprajzú szénatároló, melynek földszinti része kőből, a tetőtéri része pedig fából épült. A nyeregtetőt zsindely borítja. A malom fából épült egy kő alapzatra, az oromzatos tetőt részben hornyolt cserép, részben fazsindely borítja. A Plitvicei vidék e jellegzetes vidéki épületegyüttese a nemzeti park hangulatát adja vissza.